# Парадіс (коктейль)

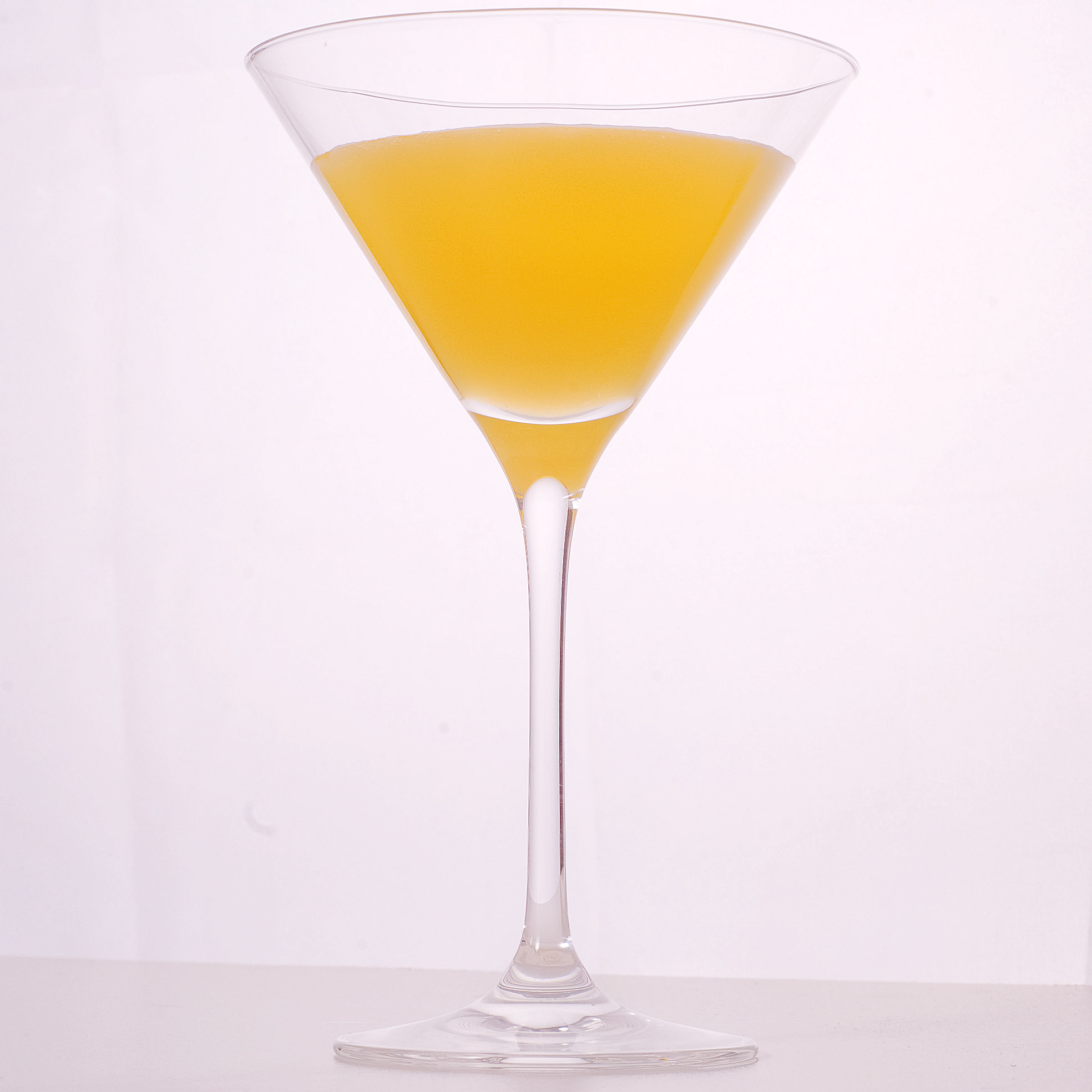
Коктейль «Парадіс»

Параді́с (англ. Paradise) — алкогольний коктейль на основі джина, абрикосового лікеру та апельсинового соку. Класифікується як коктейль на весь день (англ. All day cocktail). Належить до офіційних напоїв Міжнародної асоціації барменів (IBA), категорія «Незабутні» (англ. The Unforgettables).

## Історія
Коктейль згадується в книзі Гаррі Креддока The Savoy Cocktail Book (1930), де його винахідник Гаррі Креддок вперше опублікував оригінальний рецепт.

## Спосіб приготування
В оригінальному рецепті Гаррі Креддока пропорція компонентів коктейлю становить 2:1:1, тобто змішуються 1/2 джина, 1/4 абрикосового лікеру, 1/4 апельсинового соку та деш (близько 0,5 мл) лимонного соку.
В офіційному рецепті Міжнародної асоціації барменів вказано такий склад коктейлю «Парадіс»:
- 35 мл джина;
- 20 мл абрикосового лікеру;
- 15 мл апельсинового соку.

Інгредієнти змішуються в шейкері з льодом і зціджують в охолоджений коктейльний келих або келих для Мартіні. Коктейль подається без гарніру.